# Oblastní hokejové soutěže 1956/1957
Československé oblastní soutěže ledního hokeje 1956/1957 byla třetí nejvyšší hokejovou soutěží na území Československa.

## Systém soutěže
Soutěž se měla skládat ze 6 skupin po 4  nebo 6 účastnících. Ve skupinách se všechny kluby utkaly každý s každým (celkem 6 (10) kol). Vítězové jednotlivých skupin se následně utkaly ve 2 skupinách o postup do Celostátní soutěže (postoupil vždy nejlepší ze dvou skupin). Nejhorší týmy ze šestičlenných skupin sestoupily do krajského přeboru ostatní skupiny byly pro příští ročník rozšířeny.
Tabulky nejsou úplné.

### Skupina A
| Poř. | Tým                                | Z  | V  | R | P | VB | OB | B  |
| ---- | ---------------------------------- | -- | -- | - | - | -- | -- | -- |
| 1.   | TJ Dynamo Žilina                   | 10 | 10 | 0 | 0 | 86 | 21 | 20 |
| 2.   | VTJ Dukla Prešov                   | 10 | 8  | 0 | 2 | 81 | 48 | 16 |
| 3.   | VTJ Dukla Martin                   | 10 | 3  | 3 | 4 | 46 | 69 | 9  |
| 4.   | TJ Iskra Liptovský Mikuláš         | 10 | 3  | 2 | 5 | 47 | 53 | 8  |
| 5.   | DŠO Lokomotíva Spišská Nová Ves    | 10 | 2  | 0 | 8 | 33 | 73 | 4  |
| 6.   | TJ Lokomotíva Tatrapíly Poprad "B" | 10 | 1  | 1 | 8 | 47 | 76 | 3  |

### Skupina B
| Poř. | Tým                             | Z  | V | R | P  | VB | OB | B  |
| ---- | ------------------------------- | -- | - | - | -- | -- | -- | -- |
| 1.   | TJ Slávia Bratislava            | 10 | 9 | 0 | 1  | 58 | 13 | 18 |
| 2.   | TJ Slovan Banská Bystrica       | 10 | 6 | 1 | 3  | 80 | 43 | 13 |
| 3.   | TJ Slovan Nitra                 | 10 | 5 | 1 | 4  | 36 | 54 | 11 |
| 4.   | TJ Spartak Kovosmalt Bratislava | 10 | 5 | 0 | 5  | 46 | 43 | 10 |
| 5.   | TJ Spartak Brezno               | 10 | 4 | 0 | 6  | 41 | 52 | 8  |
| 6.   | TJ TTS Trenčín                  | 10 | 0 | 0 | 10 | 25 | 81 | 0  |

### Skupina C
| Poř. | Tým                         | Z | V | R | P | VB | OB | B  |
| ---- | --------------------------- | - | - | - | - | -- | -- | -- |
| 1.   | TJ Sokol Těšetice           | 6 | 6 | 0 | 0 | 42 | 15 | 12 |
| 2.   | TJ Tatran Uherský Ostroh    | 5 | 2 | 1 | 2 | 24 | 16 | 5  |
| 3.   | TJ Spartak Královo Pole "B" | 4 | 1 | 0 | 3 | 11 | 23 | 2  |
| 4.   | TJ Spartak Zbrojovka Vsetín | 5 | 0 | 1 | 4 | 10 | 33 | 1  |

### Skupina D
| Poř. | Tým                    | Z | V | R | P | VB | OB | B  |
| ---- | ---------------------- | - | - | - | - | -- | -- | -- |
| 1.   | TJ Spartak Tatra Kolín | 6 | 5 | 1 | 0 | 44 | 17 | 11 |
| 2.   | TJ Spartak Třebíč      | 6 | 2 | 2 | 2 | 34 | 24 | 6  |
| 3.   | TJ Sokol Okříšky       | 5 | 0 | 3 | 2 | 23 | 30 | 3  |
| 4.   | TJ Jiskra Poděbrady    | 5 | 0 | 2 | 3 | 15 | 45 | 2  |

### Skupina E
| Poř. | Tým                           | Z | V | R | P | VB | OB | B  |
| ---- | ----------------------------- | - | - | - | - | -- | -- | -- |
| 1.   | VTJ Dukla Litoměřice          | 6 | 6 | 0 | 0 | 37 | 20 | 12 |
| 2.   | TJ Spartak ZVÚ Hradec Králové | 6 | 4 | 0 | 2 | 27 | 27 | 8  |
| 3.   | TJ Spartak Ústí nad Labem     | 6 | 2 | 0 | 4 | 18 | 23 | 4  |
| 4.   | TJ Lokomotiva Liberec         | 6 | 0 | 0 | 6 | 17 | 29 | 0  |

### Skupina F
| Poř. | Tým                  | Z | V | R | P | VB | OB | B  |
| ---- | -------------------- | - | - | - | - | -- | -- | -- |
| 1.   | TJ Spartak Holoubkov | 5 | 5 | 0 | 0 | 27 | 17 | 10 |
| 2.   | TJ Spartak Soběslav  | 5 | 2 | 0 | 3 | 19 | 20 | 4  |
| 3.   | TJ Tatran Lány       | 3 | 1 | 0 | 2 | 13 | 15 | 2  |
| 4.   | TJ Baník Hostivař    | 3 | 0 | 0 | 3 | 14 | 21 | 0  |

## Kvalifikace o 2. ligu

### Skupina A
| Poř. | Tým                  | Z | V | R | P | VB | OB | B |
| ---- | -------------------- | - | - | - | - | -- | -- | - |
| 1.   | TJ Dynamo Žilina     | 4 | 3 | 0 | 1 | 32 | 9  | 6 |
| 2.   | TJ Slávia Bratislava | 4 | 2 | 0 | 2 | 19 | 17 | 4 |
| 3.   | TJ Sokol Těšetice    | 4 | 1 | 0 | 3 | 15 | 40 | 2 |

### Skupina B
| Poř. | Tým                    | Z | V | R | P | VB | OB | B |
| ---- | ---------------------- | - | - | - | - | -- | -- | - |
| 1.   | VTJ Dukla Litoměřice   | 4 | 3 | 0 | 1 | 16 | 6  | 6 |
| 2.   | TJ Spartak Tatra Kolín | 4 | 3 | 0 | 1 | 25 | 7  | 6 |
| 3.   | TJ Spartak Holoubkov   | 4 | 0 | 0 | 4 | 4  | 32 | 0 |

Původně měli postoupit pouze vítězové, ale nakonec do 2. ligy postoupili všichni.